# Злинець
Злинець (до 2008 — Злинці) — село в Україні, у Семидубській сільській громаді Дубенського району Рівненської області. Населення становить 291 особу.

## Історія
У 1906 році село Злинці Дубенської волості Дубенського повіту Волинської губернії. Відстань від повітового міста 7 верст, від волості 8. Дворів 22, мешканців 234.
7 (20) листопада 1917 року, відповідно до Третього Універсалу Української Центральної Ради, увійшло до складу Української Народної Республіки.
На 1936 рік село входило до ґміни Дубно Дубенського повіту. 
12 червня 2020 року, відповідно до розпорядження Кабінету Міністрів України № 722-р від «Про визначення адміністративних центрів та затвердження територій територіальних громад Рівненської області», увійшло до складу Семидубської сільської громади.
19 липня 2020 року, в результаті адміністративно-територіальної реформи та ліквідації  Дубенського (1939—2020) району, село увійшло до складу новоутвореного Дубенського району.

## Економіка
На вулиці Першотравневій 2 знаходиться ТзОВ «Укрмолпродукт», що виробляє морозиво на замовлення ПАТ «Львівський холодокомбінат».